# Reklamation
Unter einer Reklamation (lateinisch reclamare, „laut dagegen rufen“) versteht man in der Wirtschaft umgangssprachlich eine Mängelanzeige, mit welcher der Auftraggeber, Besteller oder Käufer den Mangel einer Kaufsache oder Dienstleistung gegenüber dem Verkäufer rügt.

## Allgemeines
In Frankreich übernahm man das lateinische Verb als Lehnwort (französisch réclamer), das dort die Bedeutung „Einspruch erheben“ besaß und die Grundlage für das heutige deutsche Wort „Reklamation“ bildete. Eine Reklamation ist eine Beschwerde, bei der ein Kunde in der Nachkaufphase Beanstandungen von Produkten oder Dienstleistungen explizit oder implizit mit einem rechtlich durchsetzbaren Anspruch verbindet. Die Reklamation betrifft eine Leistungsstörung insbesondere bei Kaufverträgen, beim Verbrauchsgüterkauf, aber auch beim Mietvertrag, Reisevertrag oder Werkvertrag. Wenn die mit diesen Verträgen erworbene Kaufsache oder Dienstleistung Sach- und/oder Rechtsmängel aufweist, die vom Käufer/Mieter/Reisenden/Auftraggeber entdeckt werden, so ist dieser verpflichtet, sie dem Verkäufer mit Hilfe der Reklamation mitzuteilen.
Die Reklamation ist lediglich in § 97 Abs. 2 TKG ein Rechtsbegriff im Zusammenhang mit der Verwendung personenbezogener Daten bei Telekommunikationsunternehmen, ansonsten wird sie je nach Rechtsgebiet Mängelanzeige oder Mängelrüge genannt.

## Rechtsfragen
Rechtsgrundlage für Reklamationen ist beim Kaufvertrag die sich aus § 437 BGB ergebende Gewährleistung des Verkäufers, wonach der Käufer bei Mängeln Nacherfüllung (§ 439 BGB) oder Schadensersatz (§§ 280 BGB, § 281 BGB, § 283 BGB und § 311a BGB) oder nach § 441 BGB Minderung verlangen kann oder gemäß §§ 323 BGB, § 326 BGB vom Vertrag zurücktreten kann. Bei der Reklamation ist dabei die Vorlage des Kassenbons nicht erforderlich, wenn andere Beweismittel den Kauf in einem bestimmten Laden bestätigen können (etwa der Kontoauszug bei Kartenzahlung).
Zeigt sich während des Mietvertrages ein Mangel der Mietsache oder wird eine Maßnahme zum Schutz der Mietsache gegen eine nicht vorhergesehene Gefahr erforderlich, so muss der Mieter nach § 536c BGB dies dem Vermieter unverzüglich anzeigen. Erkennbare Mängel der Mietsache müssen durch Mängelanzeige gerügt werden. Die Pflicht zur Mängelanzeige besteht, wenn sich dem Mieter objektiv wahrnehmbare Mängel aufdrängen oder er ganz naheliegende Feststellungen grob fahrlässig unterlässt. Der Vermieter muss Abhilfe schaffen, ansonsten darf der Mieter gemäß § 536 BGB Mietminderung vornehmen.
Verschafft der Reiseveranstalter dem Reisenden den Reisevertrag gemäß § 651i BGB nicht frei von Reisemängeln, so muss der Reisende unverzüglich reklamieren. Im Umkehrschluss zur Vorschrift liegt ein Reisemangel vor, wenn die Pauschalreise nicht die vereinbarte Beschaffenheit hat oder wenn der Reiseveranstalter Reiseleistungen nicht (Nichterfüllung) oder mit unangemessener Verspätung verschafft. Ist die Pauschalreise mangelhaft, kann der Reisende gemäß § 651i Abs. 3 BGB nach § 651k Abs. 1 BGB Abhilfe verlangen (Nacherfüllung) oder nach § 651k Abs. 2 BGB selbst Abhilfe schaffen (Selbstvornahme) und Ersatz der erforderlichen Aufwendungen verlangen, nach § 651k Abs. 3 BGB Abhilfe durch andere Reiseleistungen (Ersatzleistungen) verlangen, nach § 651k Abs. 4 und 5 BGB Kostentragung für eine notwendige Beherbergung verlangen, den Vertrag nach § 651l BGB kündigen, die sich aus einer Minderung des Reisepreises aus § 651m BGB ergebenden Rechte geltend machen oder nach § 651n BGB Schadensersatz oder nach § 284 BGB Aufwendungsersatz vergeblicher Aufwendungen verlangen. Für die Dauer des Reisemangels besteht eine gesetzlich vorgesehene Minderung des Reisepreises gemäß § 651m BGB.
Beim Werkvertrag sieht § 634 BGB die gleichen Rechte vor wie beim Kaufvertrag, außerdem ist der Besteller gemäß § 637 BGB zur Selbstvornahme berechtigt. Bei Bauleistungen hat der Auftragnehmer dem Auftraggeber gemäß § 13 Abs. 1 VOB/B die Bauleistung frei von Sachmängeln zu verschaffen. Der Auftraggeber darf wegen wesentlicher Mängel eine Abnahme verweigern (§ 12 Abs. 3 VOB/B), ist aber nach § 13 Abs. 5 VOB/B zur Mängelrüge in Schriftform verpflichtet.
Ist der Handelskauf für beide Vertragsparteien ein Handelsgeschäft, so hat nach § 377 Abs. 1 HGB der Käufer die Ware unverzüglich nach der Ablieferung durch den Verkäufer zu untersuchen und, wenn sich ein Mangel zeigt, dem Verkäufer unverzüglich Mängelanzeige zu machen.

## Wirtschaftliche Aspekte
Bei Unternehmen gibt es Reklamationen sowohl in der Beschaffung als auch im Vertrieb. Beschafft ein Unternehmen Güter oder Dienstleistungen für seine eigene Produktion als Vorleistungsgüter, so kann ein Teil des Wareneingangs mit Mängeln behaftet sein. Hierfür ist der Arbeitsvorgang „Reklamation“ vorzusehen, der die im Rahmen der Qualitätssicherung festgestellten Fehler erkennt und die betroffene Lieferung gegenüber dem Lieferanten/Zulieferer zurückweist. Im Vertrieb ist die mangelnde Produkt- oder Dienstleistungsqualität betroffen, die nicht der Kundenerwartung entspricht. Hier hat das Qualitätsmanagement für Kundenzufriedenheit zu sorgen, indem es die vom Kunden gerügten Mängel beseitigt oder eine Nacherfüllung vornimmt.
Die Reklamationsquote gibt an, wie hoch der Anteil reklamierter mangelbehafteter Produkte {\displaystyle P_{r}} im Verhältnis aller hergestellten Produkte {\displaystyle P_{h}} ist:
{\displaystyle Reklamationsquote={\frac {P_{r}}{P_{h}}}\cdot 100\,\%}.
Diese betriebswirtschaftliche Kennzahl ist im Reklamationsmanagement von Bedeutung. Eine hohe Reklamationsquote erfordert eine Schwachstellenanalyse und die nachfolgende Beseitigung von Schwachstellen. Zwecks Erhöhung der Kundenbindung ist anzustreben, die Reklamationsquote so gering wie möglich zu halten.

## Abgrenzung
Grundsätzlich ist es sinnvoll, zwischen Reklamationen, die routinemäßig bearbeitet werden, und den eigentlichen Beschwerden zu unterscheiden. Reklamationen sind aus einer Hauptleistungspflicht resultierende Leistungsstörungen, Beschwerden betreffen dagegen lediglich Nebenpflichten des Vertrags wie etwa die unfreundliche Bedienung. Für Reklamationen ist dagegen charakteristisch, dass der Verkäufer für Sachmängel haftet. Im Beschwerde- und Qualitätsmanagement werden nicht nur Reklamationen, sondern sämtliche Rückmeldungen der Kunden systematisch gesammelt und ausgewertet. Der Umtausch ist keine Reklamation, denn er betrifft den Tausch von an sich mängelfreien Waren gegen andere Waren im Rahmen der Kulanz.

## International
Die Reklamation ist auch in anderen Ländern kein gesetzlich normierter Begriff und damit ebenfalls Bestandteil der Umgangssprache. Die rechtlichen Anspruchsgrundlagen für eine Reklamation beziehen sich ebenfalls auf die Widerrufs-, Gewährleistungs- und Garantieansprüche. Im Zuge der Umsetzung der EU-Richtlinie zum Verbrauchsgüterkauf (Richtlinie 99/44/EG) wurden in allen EU-Mitgliedstaaten überwiegend einheitliche Mindeststandards für die Europäische Union geschaffen, die weitestgehend der Situation in Deutschland entsprechen. Die Umsetzung der EU-Richtlinie in nationales Recht erfolgte in Deutschland im Rahmen der Schuldrechtsmodernisierung. Außerhalb der Europäischen Union gelten größtenteils geringere Standards, denen oftmals nur die Regelungen des UN-Kaufrechts zu Grunde liegen.